# Endangered Species (álbum de Flaw)
Endangered Species es el segundo álbum de estudio de la banda americana de nu metal Flaw. Fue lanzado el 4 de mayo de 2004. El álbum debutó en el #42 de la lista Billboard 200.
Como explicó el vocalista Chris Volz, el retraso bastante largo entre el lanzamiento de Through the Eyes y Endangered Species fue el resultado de 18 meses de gira y, secuencialmente, el deseo de la banda de no lanzar apresuradamente un álbum sin estar contentos con su contenido. Este álbum marcó un cambio en el sonido de la banda, eliminando completamente el rap de su estilo característico.
Después de la ruptura de la banda, las maquetas de preproducción de la mayoría de las canciones del álbum, además de 7 temas inéditos, se pusieron a disposición en Internet. Fueron rápidamente retirados de la red después de que Universal tuvo unas palabras con el webmaster del sitio que había distribuido ilegalmente los temas. El webmaster fue autorizado por la banda a poner las canciones en línea, pero no tenía los derechos legales para hacerlo desde Universal. Las diferencias entre la versión demo y la versión final son mayormente líricas, aunque "Medicate" tiene letras completamente diferentes y un riff diferente en el puente.
El álbum produjo un sencillo, "Recognize", que no recibió mucha difusión en la radio, pero que fue el más popular de los sencillos de Flaw.

## Listado de pistas
| N.º | Título               | Duración |  |
| 1.  | «Medicate»           | 3:31     |  |
| 2.  | «Endangered Species» | 3:45     |  |
| 3.  | «Recognize»          | 4:11     |  |
| 4.  | «Wait for Me»        | 4:34     |  |
| 5.  | «Many Faces»         | 3:59     |  |
| 6.  | «All the Worst»      | 3:57     |  |
| 7.  | «You've Changed»     | 3:48     |  |
| 8.  | «Turn the Tables»    | 3:13     |  |
| 9.  | «Worlds Divide»      | 5:31     |  |
| 10. | «Decide»             | 4:53     |  |
| 11. | «Final Cry»          | 4:07     |  |
| 12. | «Not Enough»         | 4:27     |  |

## Demos
- La lista de pistas que aparece a continuación no refleja el orden original de las pistas en el propio CD de la banda.

Demos del álbum
1. Medicate - 3:41
2. Endangered Species - 4:03
3. Recognize - 5:20
4. Many Faces - 4:34
5. You've Changed – 4:16
6. Turn the Tables – 2:33
7. Worlds Divide – 5:48
8. Decide - 5:10
9. Final Cry - 4:42
10. Not Enough - 5:16

Lados B
1. Can't Forget - 3:41
2. Consequences of Emotion - 6:14
3. One Step at a Time - 4:41
4. Keep Me Behind -  5:37
5. Nothing Else - 3:10
6. Changing Places - 3:26
7. Sound Your Voices - 4:29